# Arno Mayer
Arno Mayer (anglès: Arno J. Mayer)  (Luxemburg, 19 de juny de 1926 - Princeton, 17 de desembre de 2023) va ser un historiador estatunidenc que va ser professor a la Universitat de Princeton, especialitzat en l'Europa contemporània, la història diplomàtica i l'Holocaust.
Mayer va ser crític amb les polítiques del govern dels Estats Units d'Amèrica. Quan va ser entrevistat per a un documental de 2003, va descriure l'Imperi Romà com una tea party en comparació amb el seu homòleg nord-americà.

## Biografia
El seu pare, que havia estudiat a la Universitat Ruprecht Karl de Heidelberg, era de conviccions socialdemòcrates i sionistes. Mayer va descriure la seva família com a «jueus luxemburguesos totalment emancipats i en gran part secularitzats».
La família Mayer va fugir a França enmig de la invasió nazi de Luxemburg el 10 de maig de 1940 i va arribar a la frontera entre França i Espanya a la tardor de 1940, però va ser rebutjada pels guàrdies fronterers espanyols i es va trobar a la «zona lliure» controlada pel Govern de Vichy després de la caiguda de França. La família va aconseguir pujar a un vaixell cap a Orà, a l'Algèria francesa però el 18 d'octubre de 1940 se'ls va impedir l'entrada al Marroc perquè no tenien visat i van ser arrestats domiciliaris durant diverses setmanes a Oudja. Van aconseguir visats per als Estats Units d'Amèrica el 22 de novembre de 1940 i van arribar a Nova York durant el gener de 1941. Els seus avis materns, que s'havien negat a sortir de Luxemburg, van ser deportats al gueto de Theresienstadt on el seu avi va morir el desembre de 1943.
Mayer es va convertir en ciutadà estatunidenc el 1944 i es va allistar a l'exèrcit dels Estats Units. Durant el seu temps a l'exèrcit va ser entrenat a Camp Ritchie i va ser reconegut com un dels Ritchie Boys. Va servir com a oficial d'intel·ligència i es va ocupar dels presoners de guerra alemanys d'alt rang. Més endavant va estudiar al City College de Nova York, al Graduate Institute of International Studies de Ginebra i a la Universitat Yale. Va ser professor a la Universitat Wesleyana (1952–53), la Universitat Brandeis (1954–58), la Universitat Harvard (1958–61) i va ensenyar a la Universitat de Princeton a partir de 1961.
Mayer va morir a Princeton el 17 de desembre de 2023, a l'edat de 97 anys.

## Pensament
Considerat un «marxista dissident d'esquerra», els principals interessos de Mayer van ser la teoria de la modernització i el que va anomenar «la crisi dels trenta anys» entre 1914 i 1945. Mayer va plantejar que Europa es va caracteritzar durant el segle xix per una ràpida modernització econòmica a causa de la industrialització i l'endarreriment del canvi polític. Argumentava que durant «la crisi dels trenta anys» una nova societat dinàmica nascuda de la industrialització coexistia amb un ordre polític rígid. Va considerar que l'aristocràcia dels països europeus tenia massa poder, i van ser els seus esforços per mantenir el poder el que va donar lloc a la Primera Guerra Mundial, el desenvolupament del feixisme, la Segona Guerra Mundial i l'Holocaust.
Segons Mayer, durant el 1914, el Regne Unit de Gran Bretanya i Irlanda estava a la vora d'una guerra civil i un malestar industrial massiu, Itàlia havia viscut la Setmana Roja el juny de 1914, l'esquerra i la dreta franceses estaven gairebé en guerra entre elles, Alemanya patia una lluita política cada cop més notable, Rússia estava a punt de protagonitzar una gran vaga i l'Imperi Austrohongarès es va enfrontar a tensions ètniques i de classe creixents. Mayer va insistir en el fet que el liberalisme i les ideologies centristes en general s'estaven desintegrant a causa del repte de l'extrema dreta al Regne Unit, França i Itàlia, mentre era una força inexistent a Alemanya, Àustria-Hongria i Rússia. Per a Mayer, la Primera Guerra Mundial s'hauria d'entendre millor com una vaga preventiva «contrarevolucionària» de les elits governants a Europa per a preservar el seu poder distraient l'atenció pública cap als afers exteriors.
Segons Mayer, la Conferència de Pau de París (1919) va ser una lluita entre el que va anomenar l'«Antiga Diplomàcia» (l'aliança del sistema, els tractats secrets i la política de poder brutal) i la «Nova Diplomàcia» representada pel «Decret sobre la pau» de Lenin de 1917 i els catorze punts de Wilson, que Mayer considerava que promovien una diplomàcia pacífica i racional. Va descriure el món de 1919 dividit entre les «forces del moviment», liberals i d'esquerres, representant la «Nova Diplomàcia», i les «forces de l'ordre», conservadores i reaccionàries, representant la «Vella Diplomàcia». Mayer considerava que tota la política exterior era bàsicament una projecció de la política interior, i gran part dels seus escrits sobre relacions internacionals es dediquen a explicar quin lobby domèstic exercia més influència en la política exterior en cada moment concret. En opinió de Mayer, la «Nova Diplomàcia», associada a Lenin i Wilson, també estava associada a Rússia i EUA, ambdues societats que Mayer argumentava que havien destruït les societats «modernitzades» parcials que caracteritzaven la resta d'Europa. Va interpretar la diplomàcia dels Estats Units com un intent d'establir un estil de diplomàcia «nou», però «contrarevolucionari» enfront de la diplomàcia soviètica «revolucionària».
L'opinió de Mayer era que el major fracàs del Tractat de Versalles va ser que va significar un triomf per a l'«Antiga Diplomàcia» amb només elements menors de la «Nova Diplomàcia». Les pors irracionals generades per la Revolució Russa de 1919 van donar lloc a un sistema internacional dissenyat per a contenir la Unió Soviètica. Una influència important sobre Mayer va ser l'historiador Edward Hallett Carr, que va ser el seu amic i mentor, i el 1961 Mayer va tenir un paper important a l'edició estatunidenca del llibre de Carr What Is History?. Molts dels escrits de Mayer sobre afers internacionals durant el període d'entreguerres (1918-1939) utilitzen els supòsits del llibre de 1939 de Carr The Twenty Years' Crisis.
En el llibre de 1981, The Persistence of the Old Regime, Mayer va argumentar que existia un «cordó umbilical» que unia tots els esdeveniments de la història europea des de 1914 fins a 1945, atès que la Primera Guerra Mundial va ser la prova que «tot i que van perdre terreny davant les forces del capitalisme industrial, les forces de l'antic ordre encara eren prou poderoses per resistir i frenar el curs de la història, si fos necessari mitjançant el recurs de la violència». Va argumentar que a causa de la seva propietat de la majoria de la terra a Europa i que la classe mitjana estava dividida i no desenvolupada políticament, la noblesa va continuar com la classe dominant a Europa. Desafiada per un món en què estava perdent la seva funció, l'aristocràcia va promoure creences reaccionàries com les de Friedrich Nietzsche i el darwinisme social, juntament amb una fe cega en la dictadura i en la dictadura feixista en particular: «caldrien dues guerres mundials i l'Holocaust […] per a desallotjar finalment la presumpció feudal i aristocràtica de les societats civils i polítiques d'Europa».

En el llibre de 1988, Why Did the Heavens Not Darken?, Mayer va argumentar que Adolf Hitler va ordenar la Solució Final el desembre de 1941 en resposta a la constatació que la Wehrmacht no podia prendre Moscou atesa la derrota de l'Alemanya nazi davant de la Unió Soviètica. Segons l'opinió de Mayer, el «judeocidi» (terme preferit per Mayer per a l'Holocaust) va ser l'horrible clímax de la «crisi dels trenta anys» que s'havia desencadenat a Europa des de 1914. El llibre considera l'Holocaust principalment com una expressió de l'anticomunisme:
L'antisemitisme no va tenir un paper decisiu ni tan sols significatiu en el creixement del moviment i l'electorat nazis. Les crides del nazisme eren moltes i complexes. La gent es va unir a un credo sincrètic d'ultranacionalisme, darwinisme social, antimarxisme, antibolxevisme i antisemitisme, així com a un programa del partit que demanava la revisió del Tractat Versalles, la derogació de les reparacions, l'aturada de la indústria capitalista i l'establiment d'un estat del benestar völkisch.
Mayer va afirmar que un dels propòsits de Why Did the Heavens Not Darken? va ser posar fi a un «culte a la memòria» que, al seu parer, havia «esdevingut massa sectari». Segons la seva opinió, la guerra de Hitler va ser abans que res contra els soviètics, no contra els jueus. Segons Mayer, el pla alemany original era derrotar la Unió Soviètica i després deportar tots els jueus soviètics a una reserva més enllà dels Urals.
Pel que fa a la divisió funcionalista-intencionalista que va impregnar la historiografia de l'Holocaust, l'obra de Mayer es pot considerar intermèdia entre les dues escoles. Va argumentar que no hi havia cap pla director per al genocidi i que l'Holocaust no es pot explicar només pel que fa a cosmovisió de Hitler. Al mateix temps, Mayer va coincidir amb historiadors intencionalistes com Andreas Hillgruber a l'hora de considerar l'Operació Barba-roja i la croada nazi per aniquilar el «judeobolxevisme» com a grans avenços en la gènesi de la Solució Final a la qüestió jueva.

## Crítiques aWhy Did the Heavens Not Darken?
Daniel Goldhagen i Lucy Dawidowicz van qüestionar el relat de Mayer sobre l'assassinat de jueus durant les primeres fases de la Segona Guerra Mundial. Van argumentar que el paper organitzat i sistèmic dels nazis era molt més gran del que Mayer havia reconegut, van acusar Mayer d'intentar racionalitzar l'Holocaust i el van comparar amb l'historiador de dretes Ernst Nolte. 
El llibre d'Arno Mayer s'obre amb «Un prefaci personal» que explica la seva pròpia fugida de Luxemburg i la França ocupada, i el destí del seu avi, que es va negar a deixar Luxemburg i va morir a Theresienstadt. Aquesta bona fe personal no va impedir que la Lliga Antidifamació inclogués Mayer en la publicació Hitler's Apologists: The Anti-Semitic Propaganda of Holocaust Revisionism de 1993, on es cita el seu treball com a exemple de «legítim erudit històric que relativitza el genocidi" dels jueus». El crim de Mayer és «haver argumentat, sense una aparent motivació antisemita» —observeu com l'absència d'evidència en si esdevé incriminatòria—, «que encara que milions de jueus van ser assassinats durant la Segona Guerra Mundial, en realitat no hi havia cap política premeditada per a aquesta destrucció».
També es va criticar el relat de Mayer sobre l'Holocaust perquè emfatitzava massa l'anticomunisme nazi a costa de l'antisemitisme. Segons l'historiador israelià Yehuda Bauer:
Quan un supervivent de l'Holocaust com Arno Mayer de la Universitat de Princeton popularitza el disbarat que els nazis veien en el marxisme i el bolxevisme el seu principal enemic, i els jueus, malauradament, van quedar atrapats al mig, quan relaciona l'eliminació dels jueus amb els alts i baixos de la guerra alemanya a la Unió Soviètica, realment està defensant d'una forma subtil la negació de l'Holocaust. De fet, nega la motivació de l'assassinat i s'oposa a la documentació coneguda.
Malgrat aquestes interpretacions errònies, el 2022, Mayer va rebre el premi Elie Wiesel del Museu Memorial de l'Holocaust dels EUA, en representació dels Ritchie Boys. El premi reconeix aquells que «han avançat singularment la visió del Museu en la permanència de la memòria, la comprensió i la rellevància de l'Holocaust».
El llibre de Mayer, Ploughshares into Swords (2008), és un relat antisionista i propalestí de la Història d'Israel que ressegueix el que Mayer considera com la degradació del poble jueu en general i del sionisme en particular pel que fa a l'agressió colonial israeliana contra el palestins. En una crítica en gran part favorable, l'escriptor Geoffrey Wheatcroft va anomenar Ploughshares into Swords un relat il·luminador de la història israeliana que rastreja personatges com Martin Buber, Judah Magnes, Yeshayahu Leibowitz i Zeev Jabotinski, i critica les «tendències xovinistes i brutalitzadores del sionisme».

## Obra publicada
- Mayer, Arno J.. Plowshares into Swords: From Zionism to Israel (London: Verso, 2008).  Verso Books, 2008. ISBN 978-1-84467-235-6.
- Mayer, Arno J.. The Furies: Violence and Terror in the French and Russian Revolutions (Princeton, NJ: Princeton University Press, 2001).  Princeton University Press, 2002-01-15. ISBN 0-691-09015-7.
- Mayer, Arno J.. Why Did the Heavens Not Darken? The "Final Solution" in History (New York, NY: Pantheon Books, 1988).  Pantheon Books, 1988. ISBN 978-0-394-57154-6.
- Mayer, Arno J.. The Persistence of the Old Regime: Europe to the Great War (New York, NY: Pantheon Books, 1981).  Pantheon Books, 1981. ISBN 978-0-394-51141-2.
- Mayer, Arno J.. Dynamics of Counterrevolution in Europe, 1870–1956: An Analytic Framework (New York, NY: Harper & Row, 1971).  Harper & Row, 1971. ISBN 978-0-061-31579-4.
- Politics and Diplomacy of Peacemaking: Containment and Counterrevolution at Versailles, 1918–1919 (New York, NY: Alfred A. Knopf, 1967).
- Political Origins of the New Diplomacy, 1917–1918 (New Haven, CT: Yale University Press, 1959).